# KIT-Zusammenführungsgesetz
Das Gesetz zur Zusammenführung der Universität Karlsruhe und der Forschungszentrum Karlsruhe GmbH im Karlsruher Institut für Technologie (KIT-Zusammenführungsgesetz) vom 14. Juli 2009 ist ein Artikelgesetz des Landes Baden-Württemberg, das es ermöglichte, die Universität Karlsruhe und das Forschungszentrum Karlsruhe zu einer Körperschaft des öffentlichen Rechts, dem Karlsruher Institut für Technologie, zu vereinen.
Am 20. November 2007 änderte das Land im Zuge der Föderalismusreform bereits das Hochschulgesetz, um die Organe beider Einrichtungen zu verschränken und das Zusammenwachsen zu befördern. Das KIT-Zusammenführungsgesetz änderte erneut das Hochschulgesetz und weitere Landesregelungen wie das PersonalvertretungsG, BesoldungsG und BezügeG.
Die wichtigsten Regelungen finden sich in Artikel 1 mit dem Gesetz über das Karlsruher Institut für Technologie (KIT-Gesetz – KITG) und – davon zu unterscheiden – in Artikel 2 mit dem Gesetz zur Errichtung des Karlsruher Instituts für Technologie (KIT-Errichtungsgesetz – KIT-ErrichtG).
Am 8. Juli 2009 hat der Landtag von Baden-Württemberg das KIT-Zusammenführungsgesetz entsprechend dem Gesetzentwurf der Landesregierung mit geringen Änderungen verabschiedet. Das Gesetz wurde am 14. Juli 2009 ausgefertigt und trat am 25. Juli 2009 in Kraft.
Das KIT wurde am 1. Oktober 2009 als Körperschaft des öffentlichen Rechts und zugleich staatliche Einrichtung sui generis errichtet. Die eigenständigen Rechtspersonen der Universität und des Forschungszentrums endeten. Das KIT trat die Rechtsnachfolge beider Einrichtungen an. Das KIT ist aufgrund verfassungsrechtlicher Vorgaben (Art. 91b Abs. 1. Nr. 1 GG und der Landesverfassung BW) in zwei Bereiche gegliedert, zum einen den von Bund und Land gemeinsam finanzierten Großforschungsbereich mit der Aufgabe zur Großforschung und dem Universitätsbereich mit den Aufgaben der bisherigen Universität Karlsruhe („Zwei-Aufgaben-Modell“).